# Sinosophiopsis heishuiensis
Sinosophiopsis heishuiensis là một loài thực vật có hoa trong họ Cải. Loài này được (W.T. Wang) Al-Shehbaz mô tả khoa học đầu tiên năm 2000.